# فدکس
فِدِکس (به انگلیسی: FedEx) شرکت خدمات پستی چندملیتی آمریکایی است، که در سال ۱۹۷۱ توسط فردریک دبلیو. اسمیت در شهر لیتل راک در ایالت آرکانزاس تحت نام فدرال اکسپرس تأسیس شد، سپس در سال ۲۰۰۰ نام آن به فدکس تغییر پیدا کرد.
ناوگان باربری هوایی این شرکت نیز در سال ۱۹۷۱ توسط فردریک دبلیو. اسمیت تأسیس شد و عملیات خود را از سال ۱۹۷۳ تحت مدیریت شرکت تابعه فدکس اکسپرس، با ۱۴ فروند فالکن-۲۰، بر روی شبکه‌ای از ۲۵ شهر آمریکا با مرکزیت ممفیس، تنسی آغاز کرد.
فدکس امروزه به عنوان یکی از بزرگ‌ترین ارائه‌کنندگان خدمات لجستیکی و انتقال بسته‌ها و محموله‌های پستی در ایالات متحده و جهان محسوب می‌شود. بخشی از سهام شرکت فدکس در بازار بورس نیویورک معامله می‌شود. این شرکت جزئی از شاخص اس اند پی ۵۰۰ به‌شمار می‌آید.
شرکت خدماتی فدکس، سابقاً شرکت فدرال اکسپرس و بعداً شرکت FDX، یک شرکت هلدینگ چندملیتی آمریکایی است که بر حمل و نقل، تجارت الکترونیک و خدمات تجاری مستقر در ممفیس، تنسی متمرکز است. نام "FedEx" مخفف هجایی نام بخش هوایی اصلی شرکت، فدرال اکسپرس است که از سال ۱۹۷۳ تا ۲۰۰۰ استفاده می‌شد. شرکت‌های بزرگ حمل و نقل تحویل یک شبه را به عنوان یک سرویس شاخص ارائه می‌دهند. از آن زمان، FedEx همچنین FedEx Ground, FedEx Office (در اصل Kinko's شناخته می‌شد)، FedEx Supply Chain, FedEx Freight، و خدمات مختلف دیگر را در چندین شرکت تابعه راه‌اندازی کرد که اغلب به منظور پاسخگویی به رقیب اصلی خود، یونایتد پارسل سرویس بود. FedEx همچنین یکی از پیمانکاران ارشد دولت ایالات متحده است و در حمل و نقل برخی از بسته‌های خدمات پستی ایالات متحده آمریکا از طریق قرارداد شبکه بار هوایی خود کمک می‌کند.
شهرت فدرال اکسپرس در ایالات متحده و جهان آن را به موضوعی رایج در فرهنگ عامه تبدیل کرده‌است، با نمونه‌هایی از جمله فیلم Cast Away و همچنین برخی از شعارهای بازاریابی آن (مشهورترین آنها "وقتی کاملاً مثبت باید یک شبه باشد"). علاوه بر این، FedEx حقوق نامگذاری ورزشگاه فدکس‌فیلد و واشینگتن ردسکینز و فدکس فروم از ممفیس گریزلیز را خریداری کرده‌است. خدمات حمل و نقل هوایی FedEx مرکز اصلی آن (معروف به "Superhub") در فرودگاه بین‌المللی ممفیس را تا سال ۲۰۲۰ به شلوغ‌ترین فرودگاه باری در جهان تبدیل کرده‌است.

## تاریخچه
برای تاریخچه قبل از سازماندهی مجدد آن در سال ۱۹۹۷، به فدکس اکسپرس مراجعه کنید.

### بنیانگذاری و تاریخ اولیه
این شرکت در سال ۱۹۷۱ در لیتل راک، آرکانزاس به عنوان شرکت فدرال اکسپرس توسط فردریک دبلیو. اسمیت، فارغ‌التحصیل از دانشگاه ییل، تأسیس شد. او مفهوم شرکت را در یک مقاله ترم در دانشگاه Yale ترسیم کرد و در آن خواستار سیستمی شد که به‌طور خاص برای تحویل فوری طراحی شده بود. در حالی که استادش زیاد به این ایده فکر نمی‌کرد، اسمیت ادامه داد. او عملیات رسمی را در سال ۱۹۷۳ آغاز کرد، زمانی که عملیات به ممفیس، تنسی نقل مکان کرد. اسمیت گفت که فرودگاه بین‌المللی ممفیس را به دلیل نزدیکی به مرکز جمعیت متوسط کشور و آب و هوای آرام آن انتخاب کرده‌است.
این شرکت به سرعت رشد کرد و تا سال ۱۹۸۳ یک میلیارد دلار درآمد داشت که برای یک شرکت نوپا که در دهه اول خود هرگز در ادغام یا تملک شرکت نکرده بود، نادر بود. در سال ۱۹۸۴ به اروپا و آسیا گسترش یافت. در سال ۱۹۸۸، یکی از رقبای اصلی خود، خط هوایی فلایینگ تایگرز را خریداری کرد و بزرگ‌ترین شرکت هواپیمایی باری با خدمات کامل در جهان را ایجاد کرد. در سال ۱۹۹۴، فدرال اکسپرس نام خود را برای اهداف بازاریابی به "FedEx" کوتاه کرد، و رسماً نام مستعاری را که برای سالها استفاده می‌شد، انتخاب کرد.

### سازماندهی مجدد
در ۲ اکتبر ۱۹۹۷، FedEx به عنوان یک شرکت هلدینگ، FDX Corporation، یک شرکت دلاور سازماندهی مجدد کرد. هلدینگ جدید در ژانویه ۱۹۹۸ با خرید Caliber System Inc. توسط فدرال اکسپرس شروع به کار کرد. با خرید کالیبر، فدرال اکسپرس شروع به ارائه خدمات دیگری به جز حمل و نقل سریع کرد. شرکت‌های تابعه کالیبر شامل RPS، یک سرویس زمینی با بسته‌های کوچک بودند. رابرتز اکسپرس، ارائه دهنده حمل و نقل سریع؛ وایکینگ فریت، یک شرکت حمل‌ونقل منطقه‌ای و کمتر از کامیون که به غرب ایالات متحده خدمات می‌دهد. Caribbean Transportation Services، ارائه دهنده حمل و نقل هوایی بین ایالات متحده و کارائیب؛ و Caliber Logistics و Caliber Technology، ارائه دهندگان خدمات لجستیک و فناوری. FDX Corporation برای نظارت بر تمامی عملیات آن شرکت‌ها و بخش هوایی اصلی آن، فدرال اکسپرس، تأسیس شد.
در ژانویه ۲۰۰۰، FDX Corporation نام خود را به FedEx Corporation تغییر داد و همه شرکت‌های تابعه خود را تغییر نام داد. فدرال اکسپرس به FedEx Express تبدیل شد، RPS به FedEx Ground, Roberts Express به FedEx Custom Critical تبدیل شد، و Caliber Logistics و Caliber Technology ترکیب شدند تا FedEx Global Logistics را تشکیل دهند. یک شرکت تابعه جدید به نام خدمات شرکتی FedEx، برای متمرکز کردن فروش، بازاریابی و خدمات مشتری برای همه شرکت‌های تابعه تشکیل شد. در فوریه ۲۰۰۰، فدرال اکسپرس Tower Group International، یک شرکت بین‌المللی لجستیکی را خریداری کرد. FedEx همچنین WorldTariff، یک شرکت اطلاعات گمرکی و مالیاتی را خریداری کرد. TowerGroup و WorldTariff برای تشکیل شبکه‌های تجاری FedEx تغییر نام دادند.

### قرن ۲۱ ام
FedEx Corp. Kinko's, Inc. را در فوریه ۲۰۰۴ خریداری کرد و آن را به FedEx Kinko's تغییر نام داد. این خرید برای گسترش دسترسی خرده فروشی فدکس به عموم مردم انجام شد. پس از اکتساب، تمام مکان‌های FedEx Kinko فقط حمل و نقل FedEx را ارائه می‌کردند. در ژوئن ۲۰۰۸، FedEx اعلام کرد که نام Kinko را از مراکز کشتی خود حذف خواهد کرد. FedEx Kinko اکنون فدکس آفیس نامیده می‌شود. در سپتامبر ۲۰۰۴، فدرال اکسپرس Parcel Direct را که یک شرکت تجمیع کننده بسته بود، خریداری کرد و نام تجاری آن را FedEx SmartPost تغییر داد.
در آوریل ۲۰۱۵، فدرال اکسپرس شرکت رقیب خود تی‌ان‌تی اکسپرس را به مبلغ ۴٫۴ میلیارد یورو (۴٫۸ میلیارد دلار؛ ۳٫۲ میلیارد پوند) خریداری کرد زیرا به دنبال گسترش عملیات خود در اروپا بود.
در فوریه ۲۰۱۶، فدرال اکسپرس راه‌اندازی FedEx Cares، یک پلت فرم جهانی اعطا را اعلام کرد و متعهد شد که ۲۰۰ میلیون دلار برای تقویت بیش از ۲۰۰ جامعه تا سال ۲۰۲۰ سرمایه‌گذاری کند.
در مارس ۲۰۱۸، فدرال اکسپرس اعلام کرد که P2P Mailing Limited، یک سرویس تحویل آخرین مایل، به مبلغ ۹۲ میلیون پوند برای گسترش سبد سهام خود را خریداری می‌کند.
در ژوئن ۲۰۱۹، فدرال اکسپرس اعلام کرد که قرارداد ۸۵۰ میلیون دلاری خود را با آمازون برای تجارت تحویل سریع داخلی این شرکت در ایالات متحده تمدید نخواهد کرد. آمازون ۱٫۳ درصد از درآمد سال ۲۰۱۸ را به خود اختصاص داده‌است. در اوت ۲۰۱۹، فدرال اکسپرس پایان تحویل زمینی برای آمازون را نیز اعلام کرد.
در دسامبر ۲۰۲۰، فدرال اکسپرس ShopRunner، یک پلت فرم تجارت الکترونیک را خریداری کرد.
در ۲۹ مارس ۲۰۲۲، بنیانگذار فردریک دبلیو اسمیت اعلام کرد که به عنوان مدیر عامل بازنشسته می‌شود و از ۱ ژوئن ۲۰۲۲ به عنوان رئیس اجرایی انتخاب می‌شود.